# Bayaguana
Bayaguana è un comune della Repubblica Dominicana di 33.122 abitanti, situato nella Provincia di Monte Plata.